# RWBY
RWBY ist ein Multimedia-Franchise, das 2013 als animierte Webserie begann und später in Form weiterer Serien, Comics, Manga und Videospiele umgesetzt wurde.

## Inhalt
Die Handlung spielt in der Welt von Remnant, deren vier Königreiche von den übernatürlichen Grimm geplagt werden. Junge Menschen werden in der Akademie zu Kriegern, genannt Hunter oder Huntress, erzogen. Die Geschichte dreht sich um das Team RWBY, bestehend aus Ruby Rose, Weiss Schnee, Blake Belladonna und Yang Xiao Long. Sie sind der Akademie beigetreten, um die Welt vor den Grimm zu beschützen, und gehören zu den Besten ihres Standes.

## Webserie
Die Animationsserie entstand nach einem Konzept von Monty Oum beim amerikanischen Studio Rooster Teeth. Zusammen mit Kerry Shawcross und Miles Luna schrieb Oum die Drehbücher für die ersten 3 Staffeln der Staffel und war für die Regie der ersten beiden Staffeln verantwortlich. Während der Produktion der 3. Staffel 2015 verstarb Schöpfer Monty Oum, allerdings entschieden sowohl Rooster Teeth als auch das Produktionsteam, dass man weiter an der Serien arbeiten werde. Shawcross übernahm daraufhin Oum Rolle in der Regie, während er Parallel dazu weiterhin mit Luna an den Drehbüchern der folgenden Staffeln schrieb. Ab Volume 7 wurden die beiden von Kiersi Burkhart und Eddy Rivas unterstützt. Die künstlerische Leitung lag bei Taylor Pelto und die Animationsarbeiten leitete Joel Mann. Ausführende Produzenten waren Burnie Burns und Matt Hullum. Für die Designes wurde Einlee beauftragt, da Oum ein großer Fan ihrer Werke war.
Die Serie wurde ab dem 18. Juli 2013 auf der Website des Studios und YouTube veröffentlicht. Seit 2015 erscheinen sie auch per Streaming bei Netflix, Amazon Prime Video und Crunchyroll. Tokyo MX zeigte eine japanische Synchronfassung. 2023 erschien die neunte und (Stand 6. Juli 2025) bislang letzte Volume. Laut Kerry Shawcross befinde man sich jedoch in den frühen Phasen für eine Produktion für Volume 10.
2016 brachte Rooster Teeth auch einen Comedy-Ableger im Chibi-Stil heraus, der 57 je drei bis sechs Minuten lange Folgen in drei Staffeln umfasst. Die Veröffentlichung startete im Mai 2016 und endete im Januar 2018.
2022 erschien eine japanische Anime-Adaption mit dem Titel RWBY:Ice Queendom, produziert von Studio Shaft. Dieses Spin-Off ist zeitlich zwischen Volume 1 und Volume 2 einzuordnen.
2024 wurde das gesamte RWBY Franchise an Viz Media verkauft.

### Charaktere und Synchronisation
| Rolle                    | englischer Sprecher         | Hauptrolle (Episoden) | Nebenrolle (Episoden)                  |
| Team RWBY                | Team RWBY                   | Team RWBY             | Team RWBY                              |
| ------------------------ | --------------------------- | --------------------- | -------------------------------------- |
| Ruby Rose                | Lindsay Jones               | 1.01–9.11             |                                        |
| Weiss Schnee             | Kara Eberle                 | 1.02–9.11             |                                        |
| Weiss Schnee             | Casey Lee Williams (Gesang) | 4.06                  |                                        |
| Blake Belladonna         | Arryn Zech                  | 1.02–9.11             |                                        |
| Yang Xiao Long           | Barbara Dunkelman           | 1.01–9.11             |                                        |
| Team JNPR                |                             |                       |                                        |
| Jaune Arc                | Miles Luna                  | 1.01–9.11             |                                        |
| Nora Valkyrie            | Samantha Ireland            | 4.01–8.14             | 1.04–3.12, 9.08, 9.11                  |
| Pyrrha Nikos             | Jen Brown                   |                       | 1.03–3.12, 9.08                        |
| Lie Ren                  | Monty Oum                   |                       | 1.04–2.12                              |
| Lie Ren                  | Neath Oum                   | 4.01–8.14             | 3.01–3.12, 9.08, 9.11                  |
| Verbündete von Team RWBY |                             |                       |                                        |
| Qrow Branwen             | Vic Mignogna                | 5.01–6.13             | 3.02–4.12                              |
| Qrow Branwen             | Jason Liebrecht             | 7.01–7.13             | 8.01–8.14, 9.11                        |
| Maria Calavera           | Melissa Sternenberg         | 6.01–6.13             | 7.01–8.14, 9.11                        |
| Oscar Pine               | Aaron Dismuke               | 5.01–8.14             | 4.01–4.12, 9.08, 9.11                  |
| Penny Polendina          | Taylor McNee                | 7.01–8.14             | 1.15–3.09, 9.08                        |
| Sun Wukong               | Michael Jones               | 4.03–5.14             | 1.15–3.12, 6.01                        |
| Neptune Vasilias         | Kerry Shawcross             |                       | 2.01–3.12, 6.01                        |
| Taiyang Xiao Long        | Burnie Burns                |                       | 3.01, 3.12–5.14, 8.05                  |
| Beacon Akademie          |                             |                       |                                        |
| Professor Ozpin          | Shannon McCormick           |                       | 1.01–3.12, 9.08 4.01–8.11 (nur Stimme) |
| Glynda Goodwitch         | Kathleen Zuelch             |                       | 1.01–3.12                              |
| Peter Port               | Ryan Harwood                |                       | 1.09–4.04                              |
| Peter Port               | Anthony Sardinha            |                       | 9.11                                   |
| Bartholomew Oobleck      | Joel Heyman                 |                       | 1.12–4.04, 9.11                        |
| Velvet Scarlatina        | Caiti Ward                  |                       | 1.11–3.12, 9.11                        |
| Coco Adel                | Ashley Burns                |                       | 2.08–3.11, 9.11                        |
| Yatsuhashi Daichi        | Joe MacDonald               |                       | 2.08–3.11, 9.11                        |
| Atlas                    |                             |                       |                                        |
| James Ironwood           | Jason Rose                  |                       | 2.02–8.14, 9.08                        |
| Winter Schnee            | Elizabeth Maxwell           |                       | 3.03–3.04, 7.02–8.14, 9.11             |
| Whitley Schnee           | Howard Wang                 |                       | 4.03–4.07, 7.08-8.14. 9.11             |
| Jacques Schnee           | Jason Douglas               |                       | 3.12–4.11, 7.04–8.13                   |
| Klein Sieben             | J.Michael Tatum             |                       | 4.01–4.11, 8.07–8.14, 9.11             |
| Caroline Cordovin        | Meta Lee                    |                       | 6.08–6.13                              |
| Robyn Hill               | Cristina Vee                |                       | 7.05–8.14                              |
| Pietro Polendina         | Dave Fennoy                 |                       | 3.09, 7.01–8.14                        |
| Clover Ebi               | Christopher Wehkamp         |                       | 7.01–7.13, 9.08                        |
| Vini Zeki                | Todd Womack                 |                       | 7.01–8.14                              |
| Elm Ederne               | Dawn M.Bennett              |                       | 7.01–8.14                              |
| Harriet Bree             | Anairis Quinones            |                       | 7.01–8.14                              |
| Marrow Amin              | Mick Lauer                  |                       | 7.01–8.14                              |
| Antagonisten             |                             |                       |                                        |
| Cinder Fall              | Jessica Nigri               | 3.01–8.14             | 1.01,1.12-2.12                         |
| Mercury Black            | J.J. Castillo               |                       | 1.16–2.12                              |
| Mercury Black            | Yuri Lowenthal              |                       | 3.01–8.07                              |
| Emerald Sustrai          | Katie Newville              |                       | 1.16–8.14                              |
| Roman Torchwick          | Gary G.Haddock              |                       | 1.01–2.12, 3.09–3.12                   |
| Roman Torchwick          | Billy Kametz                |                       | 9.08                                   |
| Roman Torchwick          | Christopher Wehkamp         |                       | 9.08–9.10                              |
| Neopolitan               | -                           | 8.01–9.10             | 2.04–3.12, 6.05–7.13                   |
| Salem                    | Jen Taylor                  | 6.01–8.14             | 1.01, 3.12–5.14                        |
| Arthur Watts             | Christopher Sabat           |                       | 4.01–8.14                              |
| Tyrian Callows           | Jessie James Grelle         |                       | 4.01–8.07                              |
| Hazel Rainart            | William Orendorff           |                       | 4.01–8.09                              |
| Adam Taurus              | Garrett Hunter              |                       | 2.12–6.13                              |
| Corsac Albian            | Derek Mears                 |                       | 4.05–5.10                              |
| Fennec Albina            | Mike McFarland              |                       | 4.05–5.10                              |
| Ilia Amitola             | Cherami Leigh Kuehn         |                       | 4.08–5.14                              |
| Leonardo Lionheart       | Daman Mills                 |                       | 4.12–5.14                              |
| Raven Branwen            | Anna Hullum                 | 5.02–5.14             | 2.11–2.12, 3.03–4.08                   |
| Vernal                   | Amber Lee Connors           |                       | 5.03–5.13                              |
| Curious Cat              | Robbie Daymond              | 9.03–9.10             |                                        |

### Musik
Die Musik der Serie komponierten Alex Abraham, Jeff Williams, Mason Lieberman und Steve Goldshein.
Die Vorspannlieder der ersten acht Staffeln wurden von Jeff Williams geschrieben und von seiner Tochter Casey Lee Williams eingesungen. In Staffel 9 komponierten Casey Lee Williams gemeinsam mit Martin González das Intro, sie selber sang es jedoch weiterhin. Je Staffel wurde ein Lied verwendet:
- This Will Be the Day von Casey Lee Williams
- Time to Say Goodbye von Casey Lee Williams
- When It Falls von Casey Lee Williams
- Let's Just Live von Casey Lee Williams
- : The Triumph von Casey Lee Williams
- Rising von Casey Lee Williams
- Trust Love von Casey Lee Williams
- For Every Life von Casey Lee Williams
- Inside von Casey Lee Williams

Für die Serie Ice Queendom ist das Vorspannlied Beyond Selves von Void_Chores feat. L. Die Abspanntitel sind:
- This Will Be the Day von Casey Lee Williams (Folge 1)
- I May Fall von Casey Lee Williams (Folge 2)
- Gold von Casey Lee Williams (Folge 3)
- Red Like Roses Part 2 von Casey Lee Williams (Folge 8)
- Wings von Casey Lee Williams (Folge 16)
- Time to Say Goodbye von Casey Lee Williams (Folge 17)
- I Burn (Remix) von Casey Lee Williams (Folge 18)
- All Our Days von Casey Lee Williams (Folge 19)
- Die von Casey Lee Williams (Folge 20)
- Dream Come True von Casey Lee Williams (Folge 22)
- Shine von Casey Lee Williams (Folge 23)
- Sacrifice von Casey Lee Williams (Folge 28)
- When It Falls von Casey Lee Williams (Folge 29)
- I'm the One von Casey Lee Williams (Folge 32)
- Divide von Casey Lee Williams (Folge 40)
- Let's Just Live von Casey Lee Williams (Folge 41)
- Armed and Ready von Casey Lee Williams (Folge 52)
- The Triumph von Casey Lee Williams (Folge 53)
- This Time (From Shadows Part II) von Jeff Williams and Casey Lee Williams (Folge 66)
- Rising von Casey Lee Williams (Folge 67)

Während der Folgen werden folgende Lieder eingespielt:
- All That Matters von Casey Lee Williams
- All Things Must Die von Casey Lee Williams
- Boop von Casey Lee Williams
- Caffeine von Casey Lee Williams feat. Lamar Hall
- Cold von Casey Lee Williams
- From Shadows von Casey Lee Williams
- I Burn von Casey Lee Williams
- Ignite von Casey Lee Williams
- It's My Turn von Casey Lee Williams
- Mirror Mirror Part II von Casey Lee Williams
- Mirror Mirror von Casey Lee Williams
- Neon von Casey Lee Williams
- Red Like Roses von Casey Lee Williams
- Smile von Casey Lee Williams
- The Path to Isolation (Mirror Mirror Part 0.5) von Casey Lee Williams

## Bücher
Der von Shirow Miwa geschriebene und gezeichnete Manga erschien von November 2015 bis Februar 2017 im Magazin Ultra Jump bei Shūeisha. Der Verlag brachte die Kapitel auch gesammelt in einem Taschenbuch heraus. Eine deutsche Übersetzung erschien im Januar 2021 bei Tokyopop. Viz Media brachte eine englische Übersetzung heraus, Planet Manga eine italienische.
Von Mai 2017 bis Oktober 2017 erschien bei Home-sha mit RWBY: Official Manga Anthology eine zweite Mangaserie in vier Bänden, die Nebengeschichten mit Weiss Schnee erzählt. Jede der Geschichten wurde von einem anderen Künstler geschaffen. Eine englische Fassung erschien bei Viz Media.
Von November 2018 bis Juni 2020 erschien im Shūkan Shōnen Jump die Mangaserie RWBY: The Official Manga. Dessen Verlag Shūeisha brachte die Kapitel auch gesammelt in zwei Bänden heraus. Der Manga stammt von Bunta Kinami.
Ab Juni 2019 erschien eine Reihe von Companion-Büchern zur Fernsehserie:
- RWBY: After the Fall von E. C. Myers bei Scholastic, 25. Juni 2019
- The World of RWBY: The Official Companion von Daniel Wallace bei Viz Media, 29. Oktober 2019
- RWBY: Before the Dawn von E. C. Myers bei Scholastic, 21. Juni 2020
- RWBY: Fairy Tales of Remnant von E. C. Myers mit Illustrationen von Violet Tobacco bei Scholastic, 15. September 2020

## Videospiele
2016 erschien mit RWBY: Grimm Eclipse ein Videospiel zur Fernsehserie. Am 5. Juli wurde es zunächst für PC, später auch für macOS und schließlich auch für Xbox One und PlayStation 4 herausgegeben.
Im Oktober 2018 erschien das von NHN Entertainment entwickelte Spiel RWBY: Amity Arena für Android und iOS. Rooster Teeth selbst brachte 2019 zwei Spiele für Smartphones heraus: Das digitale Sammelkartenspiel RWBY Deckbuilding Game und das Puzzelspiel RWBY: Crystal Quest. Das Kartenspiel wurde im April 2020 eingestellt.